# Piero Puricelli

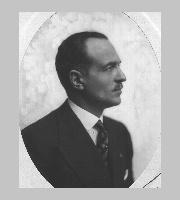
Piero Puricelli

Piero Puricelli (ur. 4 kwietnia 1883 w Mediolanie  – zm. 8 maja 1951 tamże) – włoski inżynier, budowniczy autostrad.
Był pomysłodawcą pierwszej w historii autostrady, która została wybudowana w latach 1922–24 we Włoszech i łączyła Mediolan z Varese. W dniu 20 września 1924 w obecności króla Włoch Wiktora Emanuela III został oddany do użytku pierwszy odcinek tej autostrady.
Zdaniem Puricelliego "nowe drogi zarezerwowane wyłącznie dla pojazdów silnikowych" - jak określał autostrady - miały być elementem pobudzania koniunktury we Włoszech oraz wyciągnięcia kraju z recesji.
W swojej późniejszej pracy autor pracował nad innymi autostradami we Włoszech oraz hitlerowskich Niemczech. Był zaangażowany w projektowanie eksterytorialnej autostrady przez terytorium Polski w czasach dwudziestolecia międzywojennego. W 1939 w Polsce zbudowano jedną, 28 km autostradę Warlubie-Osiek..